# Text
Un text este un șir de simboluri sau caractere dintr-un sistem de scriere organizate în propoziții ale unei limbi naturale și care are drept scop transmiterea de informații.
Termenul text se referă la ceea ce este exprimat în scris, cuprinsul unei opere literare sau științifice, al unui discurs, al unei legi etc. Text se poate referi și la cuvintele unei compoziții muzicale.
În literatură, textul literar este o creație a imaginației autorului care are următoarele caracteristici:
- transfigurează realitatea, o modelează, transformând-o într-un univers imaginar propriu;
- în logica ficțiunii, nu i se poate atribui valoare de adevăr, este nici adevărat, nici fals;
- expresivitate, trăsătură corelată cu sensibilitatea și imaginația autorului și redată prin diverse procedee artistice și figuri de stil;
- sunt prezentate valori umane prin diverse teme și motive literare: (adevărul, iubirea, dreptatea, sinceritatea, emoția, nostalgia, creativitatea, jocul, războiul, tradiția, orașul, natura etc.);
- pune în mișcare personaje - existențe fictive integrate în sistemul de interacțiuni ale operei literare;
- prezintă o mare varietate de forme: opere lirice, epice, dramatice, aparținând diverselor specii literare.
- are personaje, acțiune și personificări.